# Dumbéa
Pour les articles homonymes, voir Dumbéa (homonymie).
Dumbéa [dœ̃bea] est une commune française de Nouvelle-Calédonie. Elle fait partie de l'agglomération du Grand Nouméa, de la Province Sud et de l'aire coutumière Djubéa-Kaponé.

## Géographie

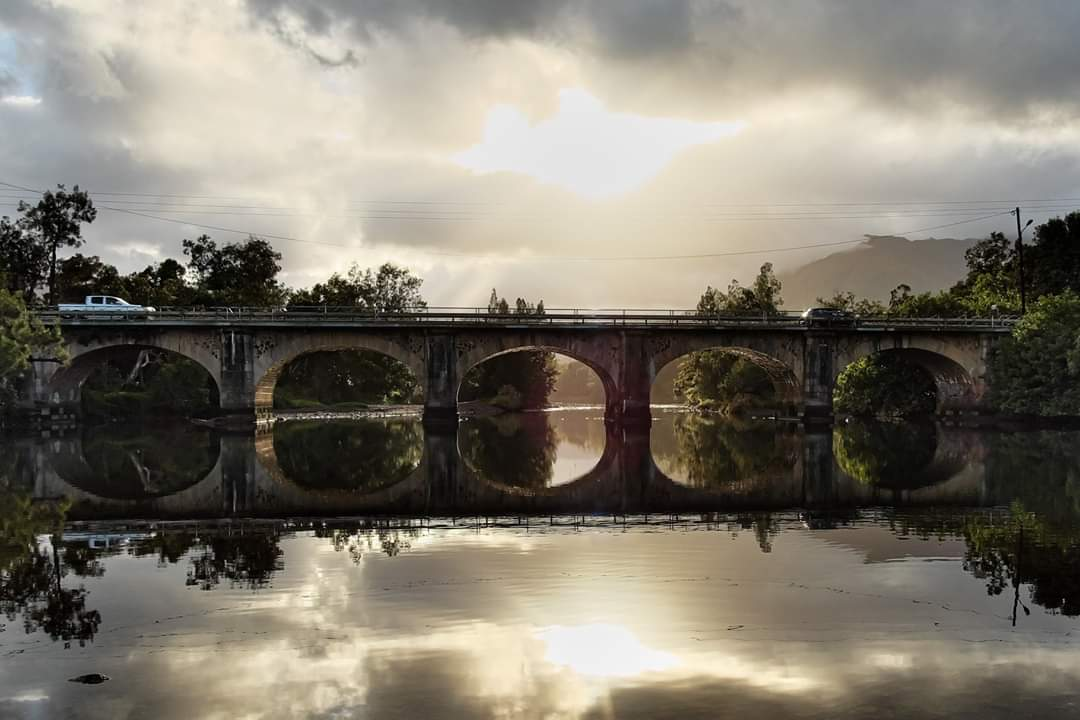
Pont routier sur le fleuve Dumbéa.

Le nom de la commune est dérivé du terme Djubéa ou Drubéa qui sert à la fois à désigner un pays coutumier (situé plus ou moins au nord-ouest de Nouméa, et donc s'étendant sur les territoires de Dumbéa mais aussi de Païta et au nord du Mont-Dore) et la langue kanak qui y est parlée (le nââ drubéa). Le fleuve qui la traverse porte le même nom. Le point culminant de la commune est le Mont Dzumac.

### Voies de communication et transports

#### Axes routiers
Deux axes routiers importants structurent le réseau viaire de la commune. Ce sont deux pénétrantes de l'agglomération nouméenne.
Tout d'abord la Route territoriale 1 (RT 1), qui est l'axe historique et dessert surtout les parties périurbaines et rurales de la commune en allant depuis la frontière avec Nouméa au niveau des anciennes tours de Saint-Quentin jusqu'au col de Katiramona où elle continue ensuite vers le village de Païta, selon une direction nord puis nord-ouest. Elle s'enfonce ainsi dans les terres et passe par certains contreforts de la Chaîne centrale qu'elle traverse par deux cols (de Tonghoué puis de Katiramona). Elle dessert les quartiers d'Auteuil, Yahoué et Tonghoué, puis l'ancien centre historique communal (l'ancienne mairie, le parc Fayard et le pont sur la Dumbéa) et enfin Katiramona.
Plus au sud, en suivant le littoral en plaine, la Voie express n°2 - Route du Nord, dite « voie express » ou encore « Savexpress », part de la Voie express n°1 - Route du Normandie, qui s'arrête avec le territoire communal de Nouméa, et se poursuit aussi vers le nord-ouest jusqu'à Païta. Elle passe par le « Coeur-de-ville », Koutio et les nouveaux quartiers ou zones d'activité de Dumbéa-sur-mer, ZAC Panda et Nakutakoin. Elle traverse la Dumbéa au niveau de son embouchure. Elle a été payante jusqu'en 2013, date à laquelle la gare de péage de Koutio a été démantelée.

#### Transports urbains

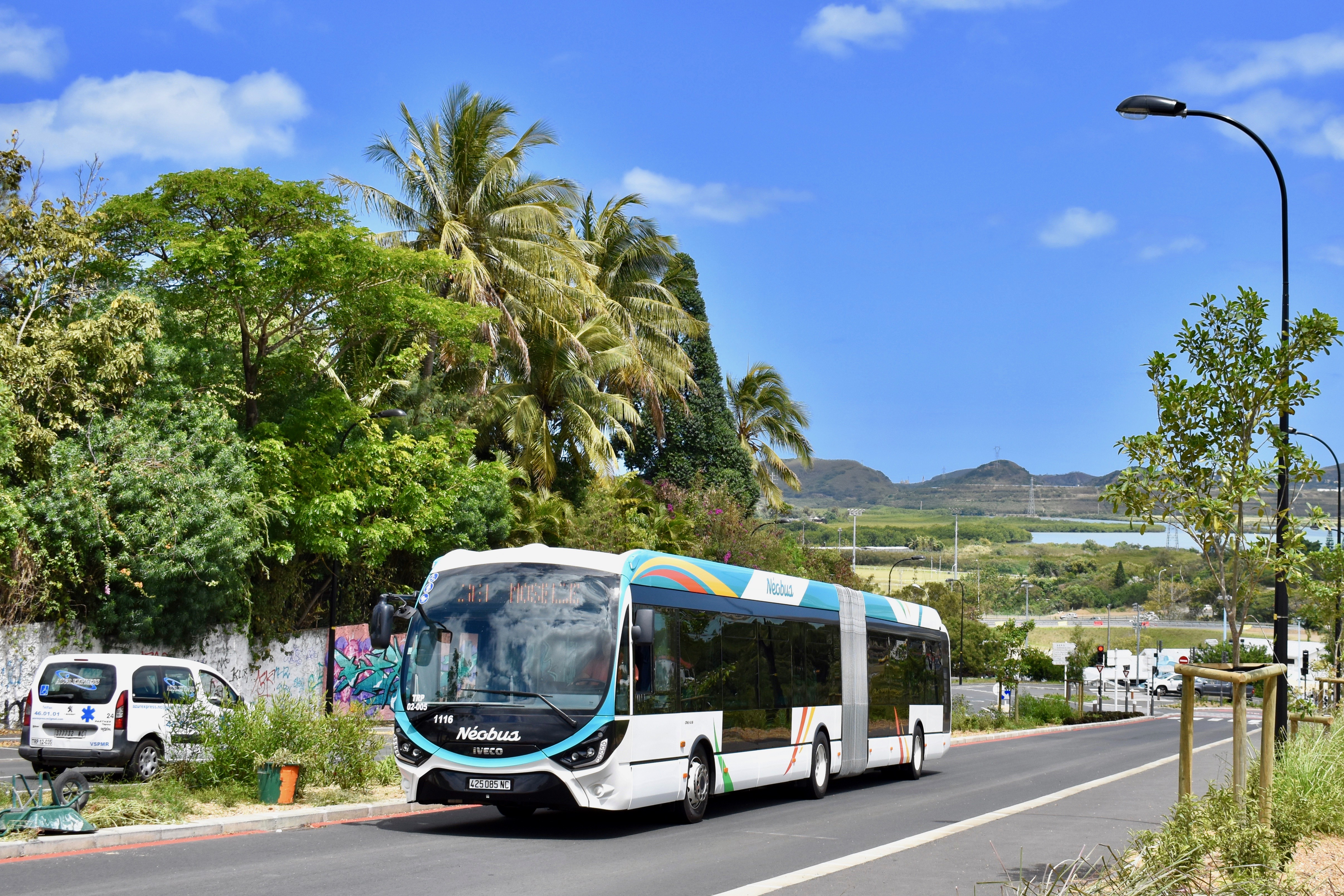
Bus à haut niveau de service (Néobus) du réseau Tanéo arrivant à la mairie de Dumbéa, en direction de Nouméa, en septembre 2019.

Le réseau de transport en commun de l'agglomération du Grand Nouméa, Tanéo, dessert la commune. Tout particulièrement, elle possède l'un des terminus du bus à haut niveau de service dit Néobus.

## Histoire
Le premier acte constitutif d’une identité pour Dumbéa est un arrêté de 1868 qui fixe le périmètre de Dombéa portant la signature du gouverneur Guillain. 
Puis le 3 avril et le 16 novembre 1875, deux arrêtés portent sur la création d’un bureau d’état civil et la désignation des officiers d’état civil. MM. Joubert et Maillot sont rapidement remplacés par MM. de Greslan et Malan. 
C’est à la même époque qu’est constituée la Commission municipale de Dumbéa.
Dumbéa devient une mairie de plein exercice en mai 1961. Victor Fayard, alors président de la Commission municipale, est le premier à porter le titre de maire de Dumbéa de 1961 à 1967. Municipalité de statut local, elle devient une commune de droit commun français en 1969. 
Vers 1900 la première mairie est construite à côté de l’école primaire, peu avant que le service des postes s’installe en 1904.
Aujourd'hui, Dumbéa fait partie de l'agglomération nouméenne, ou Grand Nouméa. L'essentiel de sa population est ainsi regroupé dans les quartiers de Koutio et d'Auteuil qui sont totalement insérés dans le tissu urbain du chef-lieu du territoire et où on retrouve la piscine municipale de Koutio (un bassin de 50 mètres en tôle, un petit bassin et un toboggan aquatique), un collège, le lycée général et technologique du Grand Nouméa, rebaptisé lycée Dick Ukeiwé en 2020, et la galerie marchande Kenu'in qui comporte surtout un hypermarché Carrefour. L'essentiel des infrastructures de santé, dont notamment la plupart des services du CHT jusqu'ici concentrées à Nouméa, ont été installées dans ce quartier en un site baptisé « Médipôle », ouvert en 2016. Les lotissements et zones d'activité de Dumbéa-sur-mer, de Cœur-de-ville et de Panda, le long de la voie express au sud-ouest de la commune, sont également en développement, fruits d'une planification engagée par les pouvoirs publics depuis les années 2000.

## Politique et administration

### Administration municipale
| Période                                  | Période  | Identité          | Étiquette                                                     | Qualité                |
| ---------------------------------------- | -------- | ----------------- | ------------------------------------------------------------- | ---------------------- |
| 1961                                     | 1967     | Victor Fayard     |                                                               |                        |
| 1967                                     | 1974     | Maurice Gané      |                                                               |                        |
| 1974                                     | 1977     | Robert Fessard    |                                                               | Retraité de l'OPT      |
| 1977                                     | 1979     | Charles Fayard    |                                                               |                        |
| 1979                                     | 1983     | Emmanuel Nicaisse | FNSC                                                          |                        |
| 1983                                     | 2008     | Bernard Marant    | RPCR puis Calédonie Demain puis Alliance puis Avenir ensemble |                        |
| 2008                                     | 2023     | Georges Naturel   | Rassemblement-LR                                              |                        |
| 2023                                     | En cours | Yoann Lecourieux  | Rassemblement-LR                                              | Membre du gouvernement |
| Les données manquantes sont à compléter. |          |                   |                                                               |                        |

### Jumelages
- Fréjus (France) depuis 1985
- Punaauia (Polynésie française) depuis 1991
- Lifou (Nouvelle-Calédonie) depuis 2000
- Port-Vila (Vanuatu) depuis 2003

## Population et société

### Démographie
L'évolution du nombre d'habitants est connue à travers les recensements de la population effectués dans la commune depuis 1956. À partir de 2006, les populations légales des communes sont publiées annuellement par l'Insee, mais la loi relative à la démocratie de proximité du 27 février 2002 a, dans ses articles consacrés au recensement de la population, instauré des recensements de la population tous les cinq ans en Nouvelle-Calédonie, en Polynésie française, à Mayotte et dans les îles Wallis-et-Futuna, ce qui n’était pas le cas auparavant. Ce recensement se fait en liaison avec l'Institut de la statistique et des études économiques (ISEE), institut de la statistique de la Nouvelle-Calédonie. Pour la commune, le premier recensement exhaustif entrant dans le cadre du nouveau dispositif a été réalisé en 2004, les précédents recensements ont eu lieu en 1996, 1989, 1983, 1976, 1969, 1963 et 1956.
En 2019, la commune comptait 35 873 habitants, en augmentation de 12,77 % par rapport à 2014 (Nouvelle-Calédonie : +0,98 %).
| 1956 | 1963 | 1969  | 1976  | 1983  | 1989   | 1996   | 2004   | 2009   |
| ---- | ---- | ----- | ----- | ----- | ------ | ------ | ------ | ------ |
| 284  | 463  | 1 304 | 4 191 | 5 538 | 10 052 | 13 888 | 18 602 | 24 103 |

| 2014   | 2019   | - | - | - | - | - | - | - |
| ------ | ------ | - | - | - | - | - | - | - |
| 31 812 | 35 873 | - | - | - | - | - | - | - |

### Manifestations culturelles et festivités
Chaque année depuis 1984, le premier week-end après la fête pascale, une omelette géante est confectionnée et distribuée gratuitement au public par les membres de la Confrérie Mondiale de l'Omelette Géante. Ce rendez-vous annuel a lieu dans le Parc Victor Fayard et attire à chaque fois entre 15 000 et 20 000 visiteurs.

### Sports
La section de handball de l'Association sportive de Dumbéa (en) est double vainqueur de la Coupe des clubs champions d'Océanie.
Parmi les sports pratiqués et les infrastructures, on trouve :
- Golf municipal de Dumbéa
- Piscine municipale de Koutio
- Canoë-kayak
- Randonnée pédestre, Sentier de grande randonnée NC1
- Canyoning
- Parapente
- Rugby

## Culture locale et patrimoine

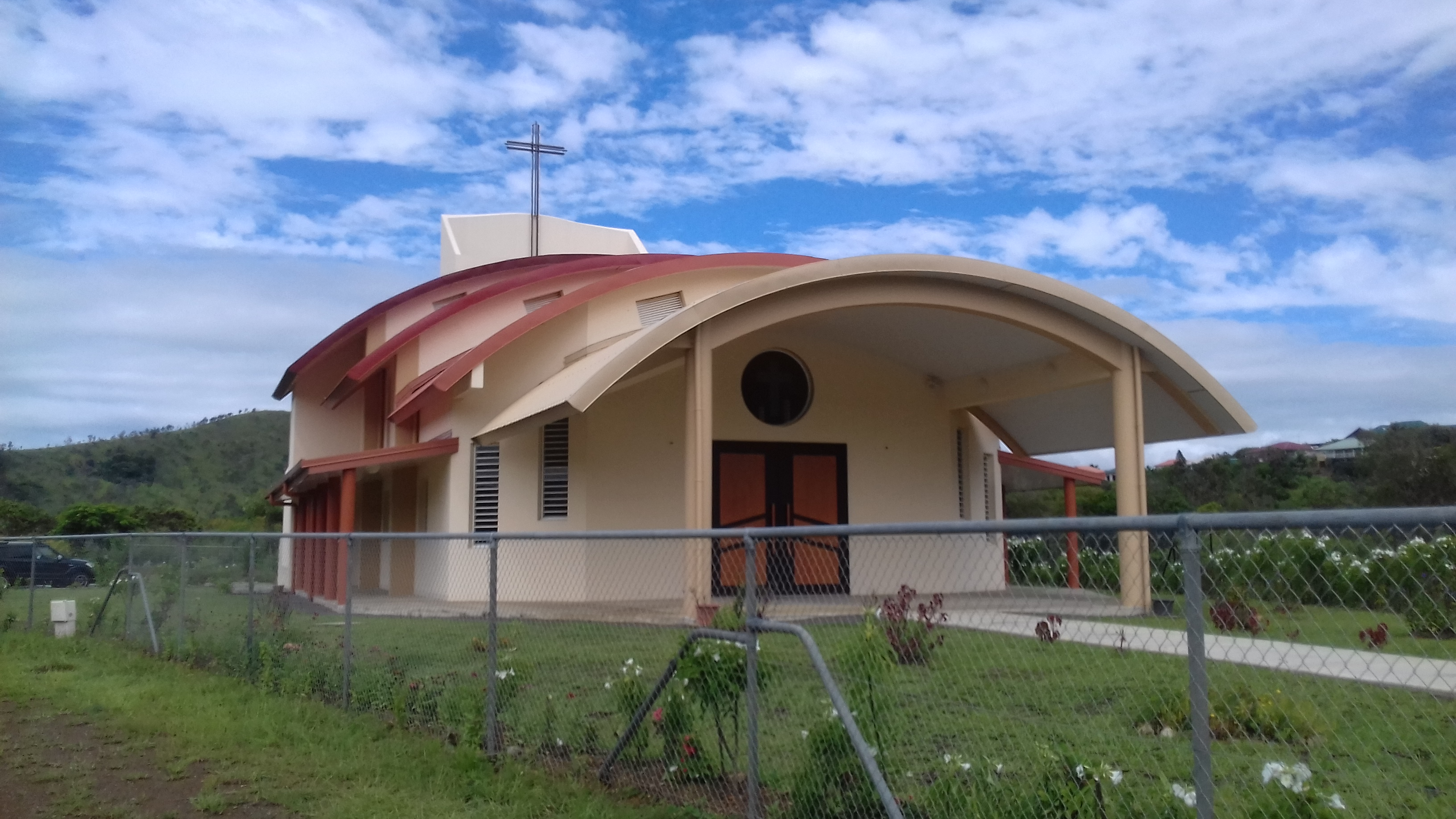
La chapelle de Dumbéa-sur-Mer

### Monuments et bâtiments notables
- La chapelle de Dumbéa-sur-Mer

### Infrastructures de loisirs
- Le Val Fleury, propriété des Scouts et Guides de Nouvelle-Calédonie, association membre des Scouts et Guides de France,
- Le Garden golf 18 trous,
- Le Parc Victor Fayard, animations, base nautique,
- La base d'ULM de Nakutakoin,
- Le circuit de karting de Nakutakoin,
- Les randonnées équestres, à La Couvelée,
- Les pistes de VTT, à Koé,
- Aux Monts Koghi, le Koghi Parc aventure (circuits d'accrobranche).

### Espaces naturels remarquables
- Les gorges sauvages et la vallée de la Dumbéa, Parc provincial de la Dumbéa (2013), Réserve naturelle de la Haute-Dumbéa,
- La forêt primaire des Monts Koghi avec ses sentiers balisés et son "Chapeau de Gendarme",
- Les grands espaces naturels des Monts Dzumac (parapente), et de la Couvelée (trou des Nurses, vallée de la Haute-Couvelée),
- La plage de Nouré.

### Personnalités liées à la commune
- Michel Vergès (1898-1964), notaire et résistant, Compagnon de la Libération.
- César Zéoula, footballeur né à Dumbéa en 1989.

### Héraldique
| Blason de Dumbéa | Blason  | Écartelé : au 1er d'azur à un soleil non figuré à seize rais droits d'or, à la fasce engrêlée alésée et abaissée, fascée engrêlée de quatre pièces du champ et d'argent, brochant sur le tout, au 2e de gueules au club de golf d'or posé en barre le fer en bas, senestré en pointe d'une balle de golf du même, au 3e de gueules à un épi de maïs feuillé d'or posé en bande, au 4e d'azur à la clé renversée, contournée et posée en barre d'or ; le tout sommé d'un comble d'or combiné à une filière du même et chargé de l'inscription « DUMBEA » en lettres capitales italiques de sable. |
| Blason de Dumbéa | Détails | Le statut officiel du blason reste à déterminer. |